# Mellicta sibirica
Mellicta sibirica är en fjärilsart som beskrevs av Adalbert Seitz 1909. Mellicta sibirica ingår i släktet Mellicta och familjen praktfjärilar. Inga underarter finns listade i Catalogue of Life.